# Udforskning af Månen
|  | Sammenskrivningsforslag Artiklen Ubemandet udforskning af Månen er foreslået føjet ind i Udforskning af Månen. (Siden april 2017) Diskutér forslaget Kort begrundelse: For at undgå, at emnet bliver spredt over for mange artikler. |

Den fysiske udforskning af Månen begyndte, da Luna 2, en rumsonde iværksat af Sovjetunionen, rammer Månens overflade den 14. september 1959. Tidligere var udforskning baseret på observationer fra Jorden. Opfindelsen af det optiske teleskop indledte det første hop i kvaliteten af Månens observationer. Galileo Galilei er generelt nævnt som den første person til at bruge et teleskop til astronomiske formål. Efter at have lavet sit eget teleskop i 1609, var bjergene og kratere på Månens overflade blandt de første observationer med det.
I 1969 lykkedes det endeligt NASAs Apollo-program at lande mennesker på Månen. De placerede videnskabelige forsøg og vendte tilbage med sten og data, der tydede på, at Månens sammensætning er meget lig Jordens.
| Astronomi | Spire Denne artikel om astronomi er en spire som bør udbygges. Du er velkommen til at hjælpe Wikipedia ved at udvide den. |